# 김지회
김지회(金智會, ? ~ 1949년 4월 9일)는 대한민국 건국 초기의 육군 장교로 여순 14연대 반란 사건의 핵심인물이다.

## 생애
본래 좌익 사상을 가진 인물로서 강동정치학원 전신인 평양학원 대남반에서 군사 훈련을 받고 1946년 말에 남파된 것으로 알려져 있으나, 정확한 신상과 경력은 알 수 없다. 월남 후 육군사관학교를 3기로 졸업하고 남조선국방경비대 장교가 되었다. 신원보증인은 시조 시인 이은상이었다.
여순 14연대 반란사건은 미군정 내에서 단선단정에 반대하는 세력과 출범 예정인 대한민국 정부 간의 유혈 충돌이 일어난 제주 4·3 사건을 계기로 일어났다. 1948년 10월 19일에 토벌대로 제주도에 투입될 예정이었던 14연대가 출항 준비를 위해 여수시에 머물다가 군 내부에서 진행 중이던 숙군 작업과 제주 파병에 부정적이던 남로당 계열 군인들이 여수시를 점령하고 이튿날 순천시까지 진격한 사건이다.
이때 14연대에서 중위로 복무하고 있던 김지회가 반란군을 지휘했다. 14연대는 본래 광주에 주둔한 4연대 소속 1개 중대를 차출하여 모병제로 창설되었다. 창설 당시 실무를 맡은 김지회가 이승만과 박헌영 중 누구를 존경하는지를 물어서 박헌영을 존경한다고 답한 군인만 뽑아 14연대에 좌익 군인들이 많았다는 주장도 있다.
김지회는 남조선로동당 당원으로서 14연대 대전차포 중대장을 맡고 있다가, 10월 19일에 지창수가 주도한 반란이 우발적으로 일어나자 홍순석과 함께 반란군 세력을 이끌었다. 이후 지리산으로 들어가 이미 입산해 있던 이현상의 유격 부대와 연계하여 토벌군과 교전을 벌였다. 덕유산과 지리산 일대에서 유격전을 펼치던 중 1949년 4월 9일에 남원군 방면 지리산에서 토벌대의 공격을 받아 총상을 입었다. 중상을 입은 채 다른 곳으로 이동하다가 사망한 시신으로 발견되었다.

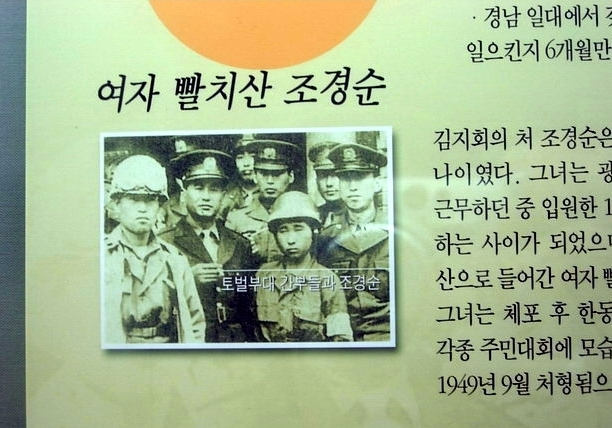
조경순 (지리산빨치산토벌전시관)

조선민주주의인민공화국 국기훈장 3급을 수여받았다.

## 조경순
조경순은 김지회의 부인 또는 연인이다. 제주도 출신이며 여순 14연대 반란사건이 일어날 당시 나이는 약 20세 가량이었다. 전남 지역에서 간호사로 근무하다가 병원에 입원한 4연대 소속 장교인 김지회와 만나 결혼하게 된 것으로 알려졌다.
이후 김지회가 여순 14연대 반란사건을 일으켜 지리산으로 들어갈 때 함께 입산하여 여성 빨치산으로 활동했다. 김지회가 사살된 뒤 곧 체포되어 1949년 9월에 처형되었다.

## 같이 보기
- 여순 14연대 반란사건

## 참고자료
- 이선아 (2003년 12월). “한국전쟁 전후 빨찌산의 형성과 활동”. 《역사연구》 (제13호): 159~163쪽.
- 안재성 (2007년 7월 30일). 〈제2부 완전한 해방을 위하여 - 혁명의 군대를 조직하라〉. 《이현상 평전》. 서울: 실천문학사. ISBN 9788939205840.